# Thomas May
Thomas May (Mayfield (East Sussex), 1595 – 13 november 1650) was een Engels schrijver, vertaler en historicus.
May bezocht de Universiteit van Cambridge waar hij rechten studeerde, maar koos uiteindelijk voor het schrijverschap.
Thomas May schreef een aantal komedies en tragedies, die echter weinig succesvol waren. Zijn vertalingen daarentegen worden beschouwd als zijn beste werk. Ben Jonson prees de vertalingen van  de Pharsalia van Lucanus (1627) en van Vergilius' Georgica (1628). In 1629 verscheen Selected Epigrams of Martial naar werk van Martialis en in 1630 Continuation naar werk van Lucanus.
Zijn volgende werken waren lange en moeilijk leesbare historische gedichten, The Reigne of King Henry II en The Victorious Reigne of King Edward III, beide geschreven in opdracht van Karel I.
Met het uitbreken van de Engelse Burgeroorlog koos May, tot teleurstelling van zijn vrienden, de kant van de puriteinen. Hij werd secretaris van het Long Parliament. In 1647 publiceerde hij The History of the Parliament of England, which began November the Third, 1640, with a short and necessary view of some precedent yeares, dat beschouwd wordt als een waardevol historisch document.

## Drama
- The Heir (1621)
- The Old Couple (1621)
- Antigone, the Theban Princess (ca. 1626)
- Cleopatra (1626)
- Julia Agrippina (1628)